# Savoia de La Goulette
La Savoia de La Goulette est un club omnisports tunisien disparu, fondé à La Goulette par la communauté italienne.

## Histoire
À partir des années 1910, les équipes de football sont créées sur fond de communautarisation et toutes les communautés possèdent leurs équipes : les musulmans soutiennent les éphémères Stade africain et Comète Club, les Maltais le Red Star et le Melita Sports, les Italiens le Sporting Club de Tunis et l'Italia, les Français l'Avant-garde de Tunis, le Stade gaulois ou encore le Club des pères blancs, futur Lutins de Tunis.
La Savoia de La Goulette est un club de la communauté juive d'origine italienne de La Goulette. Créé en 1928, le club participe pour la première fois au championnat de quatrième division lors de la saison 1928-1929 et à la coupe de Tunisie de football en 1930. Dans la décennie suivante, il fait partie des grandes équipes tunisiennes. En 1936, il termine second derrière l'Espérance sportive et l'accompagne en première division. Deux ans plus tard, il remporte le championnat à l'issue de la finale contre le champion du Sud, le Sfax railway sport (2-0 et 0-0). L'équipe championne est composée de :
- Quondes Velasco
- Giuseppe Forte
- Antonio Natoli
- Jules Ktorza
- Vincenzo Torre
- Trote Del Giudice
- Savino Di Grigorio
- Eugenio Azzaro
- Vincenzo Sammartano
- Aldo Azzaro
- Giuseppe Salsedo
- Khelifa Ben Sabeur (meilleur buteur du club en 1939)

L'année suivante, l'équipe connaît cependant beaucoup de difficultés et rétrograde en seconde division. Les compétitions officielles sont néanmoins interrompues à la suite du déclenchement de la Seconde Guerre mondiale. La Savoia participe alors au critérium de 1940 avant de se dissoudre définitivement. 

## Palmarès
- Championnat de Tunisie de football
  - Vainqueur : 1937-1938
- Coupe de Tunisie de football
  - Huitièmes de finale : 1938-1939